# Ред и закон: Злочиначке намере
Ред и закон: Злочиначке намере (енгл. Law & Order: Criminal Intent) је америчка полицијско-процедурална драмска телевизијска серија смештена у Њујорк где је и првенствено снимана. Серија коју су продуцирали Дик Волф и Рене Балсер премијерно је почелла са приказивањем 30. септембра 2001. године као трећа серија у Волфовој успешној франшизи Ред и закон. Злочиначке намере усредсређују се на истраге Одељења за тешка кривична дела у измишљеној испостави Полицијске управе Њујорка смештеној при МУП-у. У стилу изворне серије Ред и закон, епизоде су често „извлачене са наслова” или су угрубо засноване на стварном злочину који је привукао пажњу штампе.
Серија се емитовала на НБЦ-у током првих шест сезона, али је премештена на НБЦ Универзал у власништву САД Мреже почевши од седме сезоне ради поделе трошкова и због пада гледаности. Током емитовања на НБЦ-у, свака епизода је емитована у САД-у недељу дана након првобитног емитовања на НБЦ-у. Десета и последња сезона је премијерно приказана недељом од 1. маја 2011. у 21:00 час и у њој су били чланови главне поставе чланови изворне главне поставе Винсент Д'Онофрио и Кетрин Ерб у главним улогама детективи Роберта Горена и Александре Имс, а придружио им се Џеј О. Сандерс као капетан Џозеф Хана. Серија је завршена 26. јуна 2011. након 10 сезона од 195 епизода.

## Концепт
У Њујоршком рату против злочина, најгоре злочинце гоне детективи одељења за тешка кривична дела. Ово су њихове приче.

—Уводне речи чита Стивен Зирнкилтон
Злочиначке намере прате рад „Одељења за тешка кривична дела” СУП-а Менхетна и детектива који истражују случајеве високог профила (у већини случајева, убиства, отмице или велике пљачке), као што су они који укључују ВВО особе, званичнике и народне посланике, финансијску индустрију и свет уметности.
Ова серија у франшизи је препознатљива по снажнoj усредсређености на побуде и поступке злочинаца, а упоредо са истрагом приказују се призори из живота осумњичених који публици показују околности које истражитељи могу, у најбољем случају, само да покушају да закључе. Свака епизода приказује хладно откривање жртве и осумњичених у (највише) неколико дана пре злочина. Ови призори су представљени без контекста и одржавају неизвесност у погледу идентитета и често побуде починиоца све док истрага која уследи не открије ово. Међутим, неке епизоде откривају преступника већ на почетку и изостављају друге кључне појединости и представљају загонетку над којом се детективи труде и муче да је реше. На тај начин обезбеђују се сукоб заплета епизоде и (обично) решење случаја: решавање злочина и (исто тако) алудирање изјашњавања о кривици или пресуде „кривим“. Повремено, међутим, детективи се помире са осудом која је неизводљива — или ослобађајућа пресуда или пуштање драматизују границе кривичног гоњења. За разлику од других серијала у франшизи Ред и закон, већина епизода Злочиначких намера завршава се тако што детективи извлаче признање, уместо да се наставља на фазу суђења.
Прве четири и 10. сезона усредсређују се на детективе Роберта „Бобија” Горена и Александру Имс као главне детективе у свакој епизоди. Од 5. до 8. сезоне, у епизодама су се смењивале та екипа и екипа коју су чинили ветеран детектив Мајкл „Мајк” Логан и три колегинице: Керолин Барек, Меган Вилер и Нола Фалачи. Након 7. сезоне, Мајк Логан се повлачи из МУП-а, а у 8. и 9. сезони приказан је детектива Зек Николс. У 10. сезони, ликови Горена и Имсове су се вратили као главни ликови.
Варијанта серије Ред и закон: Злочиначке намере емитована у Великој Британији користи музику из песме „There's Only Me“ Роба Дугана у уводној шпици (до 5. сезоне). (Још једна песма Роба Дугана, „I'm Not Driving Anymore”, коришћена је као тематска музика за серију Ред и закон и Ред и закон: Одељење за специјалне жртве). Од 6. сезоне у варијанти емитованој у Британији, тематска музика је постала песма „Урбан Варфаре” Пола Динлетира.

## Повест
Серију Ред и закон: Злочиначке намере су 2001. године створили Рене Балсер и Дик Волф. Балсер је био извршни продуцент, директор серије и главни сценариста серије у првих пет сезона. Серија је доминирала у свом првобитном термину недељом у 21:00 током прве три сезоне (рутински је надмашивала своју конкуренцију, АБЦ-ов Алиас и ХБО-ове Сопранове, у домаћинствима и у демографској групи од 18 до 49 година), и често је била најбоље оцењена серија вечери са просечном публиком од 15,5 милиона гледалаца. Серија се емитовала недељом на НБЦ-у, а сваке недеље се понављала на САД Мрежи следеће суботе.
Почевши од 4. сезоне, серија се суочила са новом конкуренцијом АБЦ-ове ноћне сапунице Очајне домаћице, серије која је убрзо постала драма број 1 на телевизији. Иако је гледаност за Злочиначке намере додатно ослабила у 5. сезони усред жестоке конкуренције, серија је задржала угледну гледаност током целе сезоне па је могла да се обнови за шесту сезону на НБЦ-у.
Балсер је напустио емисију на крају 5. сезоне, а серија је предата Ворену Лајту, дугогодишњем директору серије за Злочиначке намере. Под Лајтовим вођством, серија је добила нови, мелодраматичнији тон.
Када је НБЦ стекао права на фудбал у недељу увече за сезону 2006–07, серија Ред и закон: Злочиначке намере је премештена на нови термин уторком у 21:00 да би служио као увод у друге огранак серије Ред и закон Ред и закон: Одељење за специјалне жртве. За својих првих шест емитовања, серија се суочила са ЦБС-овом Јединицом и бејзболом на Фоксу. Крајем октобра, Фоксова хит серија Хаус се преселила насупрот серији Ред и закон: Злочиначке намере.
У мају 2007. НБЦ је био суочен са избором да обнови или Злочиначке намере или изворни Ред и закон који је имао повећање гледаности у последњих неколико епизода своје 17. сезоне. На крају, због слабе гледаности Злочиначких намера, НБЦ је обновио Ред и закон. Нове епизоде Злочиначких намера премештене су на САД Мрежу у власништву НБЦ Универзала где се могло очекивати да ће привући много већу публику од просека на кабловском каналу. Преостале епизоде из седме сезоне почеле су да се приказују 8. јуна 2008. Продукција серије је привремено заустављена у децембру 2007. због штрајк сценариста.
Када је прешла на САД Мрежу, музика коришћена за уводну шпицу емисије постала је музика из серије Ред и закон: Суђење пред поротом.
Дана 22. маја 2008. године, САД Мрежа је обновила Злочиначке намере за осму сезону. Сезона 7 је била најбоље оцењена телевизијска серија на основној кабловској телевизији која је више него учетворостручила гледаност у термину од 22 сата четвртком на САД Мрежи у поређењу са гледаношћу из претходне године. Нилсенове оцене за недељу од 13. јула 2008. показале су да су Злочиначке намере укупно котирана на шестом месту међу 20 најбољих рејтинга кабловских са основом гледалаца од 4,89 милиона гледалаца. Мрежа је наручила 16 епизода које је првобитно требало да почну да се емитују у новембру 2008. године, али је мрежа померила премијеру прво за 5. фебруар 2009. године, а затим са очекиваним датумом пролеће–лето 2009. и коначно најављујући датум почетка као 19. април. Једина промена у глумачкој екипи од седме сезоне била је одлазак Криса Нота и долазак замена Џефа Голдблума. На крају 7. сезоне 7, Лајта, који је отишао да се усредсреди на серију На терапији, заменили су нови извршни продуценти Валон Грин и Роберт Нејтан. У децембру 2008. Нејтан је напустио серију након што је завршио две Голдблумове епизоде. Извршни продуцент и сценариста серије Ред и закон Ед Зукерман је тада преузео Нејтанов задатак док је наставио са својим дужностима у 19. сезони изворне серије Ред и закон. Мајкл Чернучин био је извршни копродуцент Гринових епизода, а Тим Ли Зукерманових. Остали извршни продуценти у серији били су Норберто Барба, Петар Јанковски, Дајана Сан, Џули Мартин и Артур В. Форни. Чарли Рубин је био главни продуцент, а Балсер, Ерик Овермајер и Шивон Бијерн О’Конор били су саветници продукције. У априлу 2009. НБЦ је почео да емитује 8. сезону серије неколико дана након што је премијерно приказана у САД.
Д'Онофрио, Ербова и Богосијан напустили су серију на почетку 9. сезоне која је емитована у два дела 30. марта и 6. априла 2010. Валон Грин, Петар Јанковски, Џон Дејвид Колс и Дик Волф били су извршни продуценти девете сезоне серије.
Штампа је известила у августу 2010. да је глумац Џеф Голдблум (детектив Закари Николс) одлучио да напусти сериију Ред и закон: ЗН наводећи забринутост за будућност серије. могућност за повратак свим глумцима је званично истекла 31. јула 2010. пошто је продужена за месец дана 30. јуна 2010. када су првобитно били у погону. Коначна одлука САД Мреже о томе да ли ће серија бити продужена за још једну сезону тада још није објављена.
Дана 22. септембра 2010. часопис Разлика је објавио да су Злочиначке намере обновљене и да ће се Винсент Д'Онофрио вратити у серију као детектив Роберт Горен за последњу сезону. [2] Кетрин Ерб је касније потписала уговор да поново тумачи улогу детективке Имс у последњој сезони од осам епизода серије Ред и закон: Злочиначке намере. Крис Бранкато је најављен као извршни продуцент и директор серије за последњу сезону од осам епизода. Бранкато је наследио Валона Грина који је био директор серије током осме и девете сезоне.
Пре почетка сезоне, творац Дик Волф се надао да ће серија бити обновљена за 11. сезону у односу на завршетак 10. „Будући да сам необуздани оптимиста, ја се и даље надам да је ово 'победнички круг', а не 'лабудова песма'” рекао је Волф током изјаве за штампу. „На основу досадашњег рада, мислим да ће публика бити веома срећна, растерећена и добродошла... и надамо се да ће довољно обожавалаца изаћи тако да ће моћи да преиспитају своју одлуку.” Нови директор серије и извршни продуцент Крис Бранкато је указао да би серија могла да се настави за 11. сезону ако намераване последње епизоде буду имале довољну гледаност. Десета сезона је завршена 26. јуна 2011, а САД Мрежа је следећег месеца објавила да су одлучили да не емитују више епизода серије због трошкова. На питање да ли ће НБЦ вратити серију, Волф је твитовао: „САД Мрежа је одлучила да не преузима серију још једну сезону. Надали смо се да би гледаност и обожаваоци могли да промене мишљење, али... Научио сам да то урадим. Никад не реци никад, али већина руководилаца тражи нешто ново. Заиста ценимо наше верне обожаваоце! Хвала вам.”
У августу 2012. објављено је да ће Кетрин Ерб поново играти свој лик Александре Имс у четрнаестој сезони Одељења за специјалне жртве. Детективка Имс је пребачена из Одељења за тешка кривична дела и сада ради за Здружену радну скупину за градско-савезну државну безбедност и сарађивала је са ОСЖ-ом када је њихова истрага о ланцу трговине сексом открила везу са терористима. Ворен Лајт, који је тада био директор серије и извршни продуцент серије Ред и закон: ОСЖ твитовао је да ће Ербина прва епизода бити четврта у сезони „Прихватљиви губитак”. Ербова се касније поново вратила да гостује у четрнаестој сезони ОСЖ-а епизоди „Отровна побуда”.
У фебруару 2013. Ворен Лајт је даље твитовао о завршетку Злочиначких намера: „...једноставно речено, САД није зарадио довољно новца на ЗН-у да би оправдао чак ни последњих 8 [епизода] које су снимљене. Осећали су да то дугују обожаваоцима... И сигурно су показали ЗН-у већу оданост него што је НБЦ показао за Матичну серију.” Лајт је даље твитовао: „Мислим да би обожаваоци требало да уживају у дугој вожњи коју смо имали и можда да се надају филму ако га неко икада сними у будућности.
Почевши од септембра 2017. један од чланова главне поставе Винсент Д'Онофрио (детектив Горен), директор серије и извршни продуцент Ворен Лајт, Џули Мартин и редитељ и извршни продуцент Норберто Барба почели су да користе своје Твитер налоге за поновно твитовање твитова усмерених на ИОН Телевизију са методом означавања: #ВратитеЗН. Чланица главне поставе седме сезоне Алиша Вит (детективка Фалачи) је такође послала твитовани одговор на твит који је похвалио њен портрет и њен лик рекавши: „Ау, хвала вам. Одувек сам желела да поново тумачим Фалачијеву једног дана - лепо ми је било тамо током породиљског одсуства ЏН [Џулијан Николсон], али желим да је поново играм!”
Дана 18. фебруара емитована је епизода „Лов, клопка, силовање и пуштање” Одељењеа за специјалне жртве. У тој епизоди Анабела Скјора је поново тумачила улогу Керолин Барек.

### Емитовање
Серија је првобитно емитована недељом увече у 21:00 час на НБЦ током првих пет сезона од 30. септембра 2001. до 14. маја 2006. Затим је пребачена на уторак увече у 21:00 час по источноевропском времену 19. септембра 2006. и остала у том термину до краја 6. сезоне 21. маја 2007. ЗН је затим премештен на САД Мрежу за своју 7. сезону и емитован четвртком увече у 21:00 почевши од 4. октобра 2007. до јесење завршнице у децембру 2007. Затим је пребачена на недељу увече у 21:00 час 8. јуна 2008. (када се упарила са серијом На јавном месту) до краја 8. сезоне 9. августа 2009. Само током девете сезоне, серија је прешла на нови дан и термин, уторком увече у 22:00 часа. Током десете и последње сезоне, серија се враћатила на термин недељом у 21:00 час на САД Мрежи.
Након што се серија преселила на САД Мрежу, НБЦ је поново емитовао епизоде из последње сезоне током летњих месеци. Репризе се такође често емитују на телевизијама Браво, САД Мрежа, Универзал ХД, ВГН Америка, Клу, Окиген, Ион Телевизији, МојојмрежиТВ, ВЕ тв-у као и на месним станицама.

## Улоге
- Винсент Д'Онофрио као Роберт Горен
- Кетрин Ерб као Александра Имс
- Џејми Шериден као Џејмс Дикинс (сезоне 1−5)
- Кортни Б. Венс као ПОТ Рон Карвер (сезоне 1−5)
- Крис Нот као Мајк Логан (главни: сезоне 5−7; гост: сезона 4)
- Анабела Скјора као Керолин Барек (сезона 4)
- Ерик Богосијан као Дени Рос (сезоне 6−9)
- Џулијан Николсон као Меган Вилер (сезоне 6−8)
- Алиша Вит као Нола Фалачи (сезона 7)
- Џеф Голдблум као Зек Николс (сезоне 8−9)
- Сефрон Бароуз као Серена Стивенс (сезона 9)
- Мери Елизабет Мастрантонио као Зои Калас (сезона 9)

Сезоне 1-4
Дана 30. септембра 2001. НБЦ је премијерно приказао серију у чијој су главној постави били Винсент Д'Онофрио као детектив Роберт Горен, млађи детектив у Одељењу за тешка кривична дела који има диплому психологије и дар за решавање тешких злочина и Кетрин Ерб као његова ортакиња детективка Александра Имс, ветеранка детективка из полицијске породице из Њујорка која се у почетку опирала ексцентричном стилу свог ортака, али га је схватила како је серија напредовала. Пре него што је дошао у полицију, Горен је био посебни агент у Одељењу за кривичне истраге војске Сједињених Држава. Џејми Шериден игра капетана Џејмса Дикинса. Иако је Дикинсова предност успех кривичних истрага, он је често приморан да обузда и заштити своје маверичке детективе, посебно Горена и касније Логана, како би управљао лошим публицитетом који повремено привлаче. Иако ово ствара одређена трвења између Дикинса и његових детектива, они углавном поштују његову професионалну процену и овлашчење. Помоћник окружног тужиоца Рон Карвер (Кортни Б. Венс) често је у сукобу са свим детективима јер су склони да се ослањају на предосећај и нагон, а он жели више чврстих доказа. Међутим, упркос овом сукобу, он има јак радни однос са обе екипе.
У трећој сезони, од 5. до 11. епизоде, Имсову је привремено мењала детективка Џ. Лин Бишоп коју је тумачила Саманта Бак. Имсова се добровољно јавила да служи као сурогат мајка за бебу своје снаје. У стварности, Ербова је била трудна са својим другим дететом.
Сезоне 5-8
У петој сезони, Крис Нот се придружио глумачкој постави, поново тумачивши своју улогу детектива Мајка Логана из изворне серије Ред и закон. Нот се мењао у главној постави у свакој другој епизоди са Д'Онофриом, а ортакиња му је била Анабела Скјора као детективка Керолин Барек. Скјора је отишла након једне сезоне.
Дикинс се радије повлачи из Одељења за тешка кривична дела на крају 5. сезоне него да се бори са завером да му се смести коју је подстакао бивши шеф детектива Френк Адер кога су детективи Одељења за тешка кривична дела ухапсили због убиства познанице и њеног мужа. Карвер такође одлази иако нема објашњења зашто је напустио тужилаштво.
Дикинса је заменио капетан Дени Рос (Ерик Богосијан). Карвера је у почетку заменила ПОТ Патриша Кент (Тереза Рендл), али се појавила у само две епизоде. Улога ПОТ-а је од тог тренутка остала упражњена јер детективи нису приказивани како редовно раде са било којим ПОТ-ом.
Џулијан Николсон је заменила Анабелу Скјору као детективка Меган Вилер која је остала у серији до краја осме сезоне.
У 7. сезони, Вилерова је привремено напустила ОТКД да би отишла у Европу где је предавала на течају о америчким полицијским поступцима. У стварности, Џулијан Николсон је била трудна са својим првим дететом и привремено ју је заменила Алиша Вит која је глумила детектива Нолу Фалачи.
Нот није напустио серију на крају седме сезоне. Заменио га је Џеф Голдблум као детектив Зек Николс.
Сезоне 9-10
Серија је обновљена за девету сезону која је почела у марту 2010. и означила је одлазак Д'Онофрија, Ербове и Богосијана. Рос је убијен у првој епизоди сезоне док је Имсова дала отказ Горену у другој, а затим напустила Њујоршку полицију. Голдблум је био водећи глумац серије заједно са Сефрон Бароуз која је тумачила детективку Серену Стивенс. Мери Елизабет Мастрантонио је наследила Богосијана глумећи капетанку Зои Калас.
Последња сезона је укључивала повратак детектива Алекс Имс и Роберта Горена који су заменили Зека Николса и Серену Стивенс који су се последњи пут појавили на крају 9. сезоне. Имсова и Горен су враћени на захтев Џозефа Хане, кога игра Џеј О. Сандерс, новог капетана Одељења за тешка кривична дела који је заменио Зои Калас под условом да Горен иде на обавезне психолошке сесије код сјајне полицијске психологиње Поле Гајсон коју игра Џулија Ормонд. Последња сезона се састојала од осам епизода, свих са Д'Онофриом, Ербовом и Сандерсом и Ормондовом.

## Епизоде
Серија Ред и закон: Злочиначке намере емитована је десет сезона и 195 епизода које су емитоване од 30. септембра 2001. до 26. јуна 2011. Првих седам сезона су се састојале између 21 до 23 епизода, осма и девета имале су 16, а десета 8. Свака епизода траје отприлике шездесет минута са рекламама (око 43 без).
| Сезона | Сезона | Епизода | Премијерно емитовање | Премијерно емитовање |
| Сезона | Сезона | Епизода | Почетак емитовања    | Завршетак емитовања  |
| ------ | ------ | ------- | -------------------- | -------------------- |
|        | 1      | 22      | 30. септембар 2001.  | 10. мај 2002.        |
|        | 2      | 23      | 29. септембар 2002.  | 18. мај 2003.        |
|        | 3      | 21      | 26. октобар 2003.    | 23. мај 2004.        |
|        | 4      | 23      | 24. октобар 2004.    | 25. мај 2005.        |
|        | 5      | 22      | 25. септембар 2005.  | 14. мај 2006.        |
|        | 6      | 22      | 19. септембар 2006.  | 21. мај 2007.        |
|        | 7      | 22      | 4. октобар 2007.     | 24. август 2008.     |
|        | 8      | 16      | 19. април 2009.      | 9. август 2009.      |
|        | 9      | 16      | 30. март 2010.       | 6. јун 2010.         |
|        | 10     | 8       | 1. мај 2011.         | 26. јун 2011.        |

### Емитовање
Првих пет сезона Злочиначких намера емитоване су на НБЦ-у недељом у 21:00 час. Шеста сезона је емитована на НБЦ-у уторком увече у 21:00 час, а последње две епизоде у мају понедељком увече у 22:00 часа. У октобру 2007. нове епизоде 7. сезоне емитоване су на САД Мрежи четвртком увече у 21:00 час. У јуну 2008. преостале епизоде седме и осма сезона емитоване су недељом увече у 21:00 час на САД Мрежи. Почевши од 9. јануара 2008. репризе 7. сезоне почеле су да се емитују на НБЦ-у, а 6. маја 2009. репризе 8. сезоне су почеле да се емитују на НБЦ-у. Крај сезоне емитован је 9. августа 2009. Дана 20. јуна 2010. репризе 9. сезоне су почеле да се емитују недељом увече на НБЦ-у. Серија је померена на уторак увече у 22:00 часа на САД Мрежи од девете сезоне која је премијерно приказана 30. марта 2010. и завршена 6. јула 2010. Серија се вратила на недељу увече у 21:00 час на САД Мрежи у десетој и последњој сезони када је премијерно приказана 1. маја 2011.

## Технички подаци
Серија је снимана у формату 16:9 од краја 2003. године када је први пут емитован у ХДТВ-у. НБЦ станице стандардне дефиниције емитовале су епизоде скраћене на 4:3 до 2006. године када су све Ред и закон серије почеле да емитују епизоде у 16:9 за СД. Репризе оних епизода које су опсечене на 4:3 су накнадно емитоване и у 16:9. Међутим, неки емитери ван САД-а и даље користе варијанте опсечене на 4:3.
Серија је снимљена на 3 по кадру филму од 35 мм уз коришћење камера са покретом током првих осам сезона, а првих пет сезона у серији је осветљење на снимању било веома пригушено док су призори шесте сезоне на снимању биле осветљени до осме сезоне. На почетку девете сезоне, одељење за камере прешло је на дигиталну видео аквизицију. Осветљење у просторији одељења такође је доживело значајну промену. Серија се одувек у великој мери ослањала на флуоресцентно осветљење исправљено у боји што је допринело њеном сивом и плавичастом изгледу. На почетку девете сезоне, делови плафона одељења су уклоњени и додати су низови расветних трака са жарном нити како би се појачао топлији, сунчани дневни изглед симпатичног одељења. У десетој сезони, осветљење у чулима собе за саслушање је појачано до своје боје у шестој и седмој сезони.
Почевши од шесте сезоне, стил монтаже се променио и удаљио од стила других серија у франшизи Ред и закон (примери: зумирање, боје и звуци ударања који се користе за брз прелаз на рекламе, брзи учинци осветљења и оштри звуци за призорима се мењају) и темпо позадинске музике је појачан и бржи.

## Повезане серије

### На јавном месту
Дана 15. јуна 2008. Мери Мекормак је гостовала у епизоди „Уговор” у седмој сезони као Мери Шенон, лик који је тумачила у серији На јавном месту. У време првобитног емитовања, На јавном месту се емитовало после Злочиначких намера на САД Мрежи.

### Џо
У серији Џо чију насловну улогу тумачи Жан Рено из 2013. коју је створио Рене Балсер у последњој епизоди појављује се Оливија д'Або поново у улози Никол Валас.

### Француско прилагођавање
У јулу 2005. НБЦ Универзал је продао формат серије Ред и закон: Злочиначке намере француском каналу ТФ1 и Продукцији Алма како би направила француски римејк серије. Серија је одражавала садржај изворних америчких прича иако је смештена у Париз и прилагођена језику и култури. Серија је трајала 20 епизода у три сезоне од маја 2007. до новембра 2008.

### Руско прилагођавање
Руска варијанта серије (снимана у Москви са руским глумцима) премијерно је приказана у марту 2007. године уз руску варијанту серије „Ред и закон: Одељење за специјалне жртве“ како би постала једна од најбоље оцењених серија у Русији. Као исход тога, почетни редослед од осам епизода проширен је на око 40 епизода. Серија је емитована под називом преведеним на руски.